# Come piace a me (singolo)
Come piace a me è un singolo dei Gemelli DiVersi, primo singolo estratto dall'album omonimo del 2001, terzo album del gruppo pop rap milanese.

## Tracce
1. Come piace a me
2. Musica
3. Neh Neh Neh
4. Chi sei adesso